# Bradysia optata
Bradysia optata är en tvåvingeart som beskrevs av Hans-Georg Rudzinski 1994. Bradysia optata ingår i släktet Bradysia och familjen sorgmyggor.
Artens utbredningsområde är Österrike. Arten är reproducerande i Sverige. Inga underarter finns listade i Catalogue of Life.